# Diplodus vulgaris
O Diplodus vulgaris (Geoffroy Saint-Hilaire, 1817) é uma espécie de peixe da família Sparidae, facilmente identificado pelas duas bandas pretas que possui, uma na cabeça e outra no pedúnculo caudal, sendo os juvenis facilmente confundidos com outros peixes do género Diplodus. Nomes comuns: safia ou choupa.

## Anatomia
Possui o corpo alongado, com a presença de escamas nas bochechas e no opérculo. Boca terminal, com lábios grossos. Cada mandíbula apresenta oito incisivos estreitos, e por trás destes, várias séries de molares (3-5 na mandíbula superior, e 2-4 na inferior). A barbatana dorsal apresenta 11-12 raios duros e 13-16 raios moles (XI-XII + 13-16). A barbatana anal apresenta 3 raios duros e 12-15 raios moles (III + 12-15). A linha lateral apresenta entre 51-61 escamas até à base da barbatana caudal. A sua cor é geralmente cinzenta, variando entre o acastanhado e o esverdeado. Apresenta uma banda preta na nuca até a margem superior do opérculo, que pode mesmo circundar totalmente o peixe, e uma banda preta ao longo do pedúnculo caudal, sobrepondo-se à base das barbatanas dorsal e anal. Atinge um tamanho máximo de 45 cm, tendo sido registados indivíduos com 1,3 kg.

## Ecologia

### Distribuição e habitat
Bentopelágico e oceanódromo. É uma espécie eurialina que se encontra em zonas de fundo rochoso ou arenoso, a profundidades até aos 160 m, sendo mais frequente aos 0-30 m. Os juvenis são por vezes encontrados em pradarias de ervas marinhas e os adultos habitam em águas costeiras de clima subtropical (50°N - 40°S, 26°W - 36°E). Distribui-se pelo Atlântico Este, desde o Golfo da Biscaia até à África do Sul.

### Dieta
Omnívoro ou carnívoro, sendo a sua dieta constituída principalmente por crustáceos, moluscos e vermes.

## Reprodução
Hermafrodita. Atinge a idade de primeira maturação aos dois anos, com aproximadamente 15-20 cm de comprimento.
As épocas de reprodução variam consoante a distribuição biogeográfica. No Mediterrâneo Oeste ocorre de Outubro a Novembro, na região Este, de Dezembro a Janeiro, sendo que na região da Argélia ocorrem duas fases, uma primeira de Dezembro a Janeiro e a segunda de Maio a Junho.

## Importância comercial
Possui valor económico na pesca comercial e na aquariofilia, sendo ainda uma espécie capturada pela pesca de recreio.